# Neocometes
A Neocometes az emlősök (Mammalia) osztályának a rágcsálók (Rodentia) rendjébe, ezen belül a tüskéspelefélék (Platacanthomyidae) családjába tartozó kihalt nem.

## Előfordulásuk
A Neocometes-fajok Európa és Ázsia területein éltek, a miocén kor idején. Legfőbb lelőhelyeik a következők: Franciaország, Németország, Lengyelország, Szlovákia, Spanyolország, Svájc és Thaiföld.

## Rendszerezés
A nembe az alábbi fajok tartoztak:
- †Neocometes brunonis
- †Neocometes orientalis
- †Neocometes similis